# Pečivo

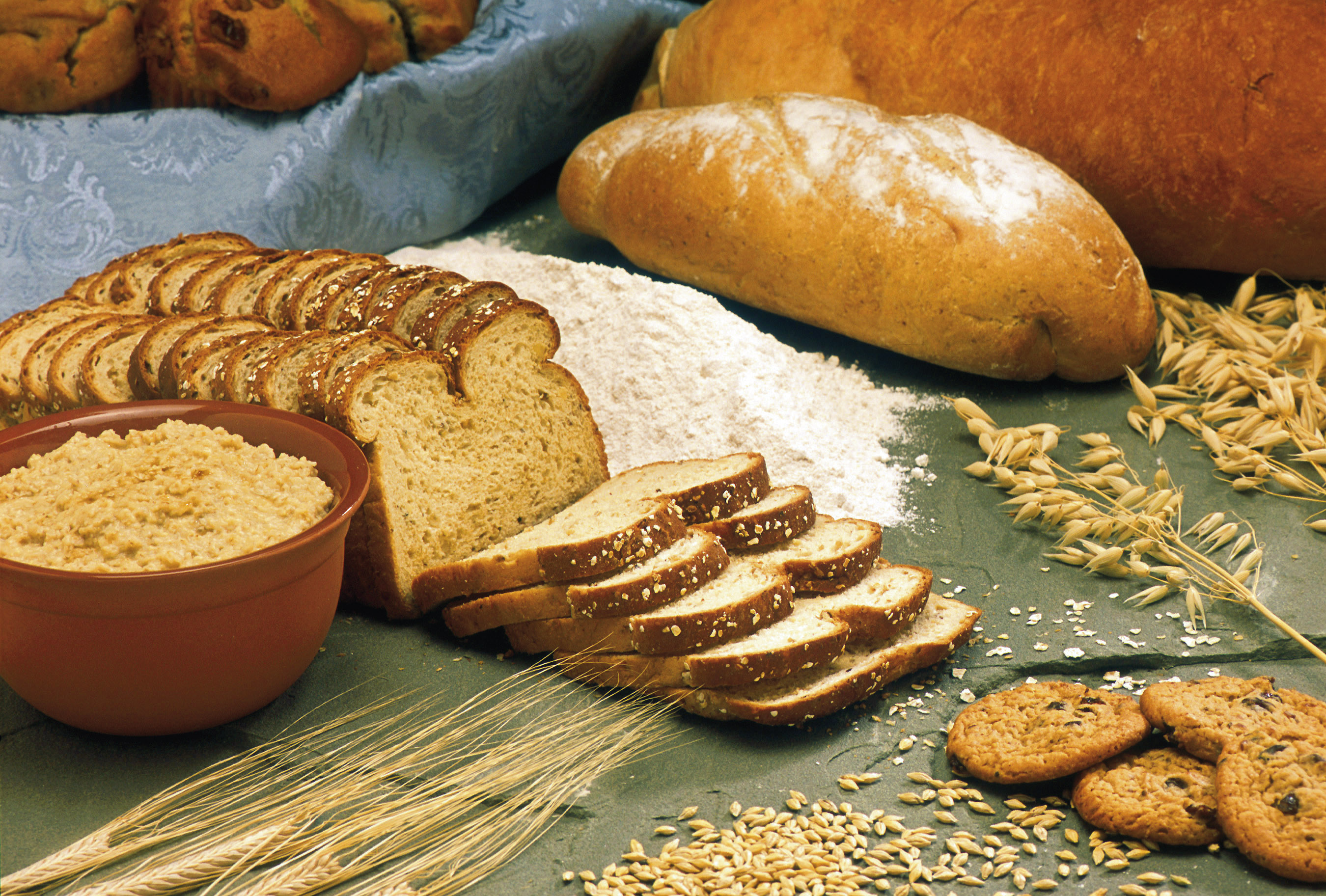
Ilustrativní obrázek některých druhů pečiva

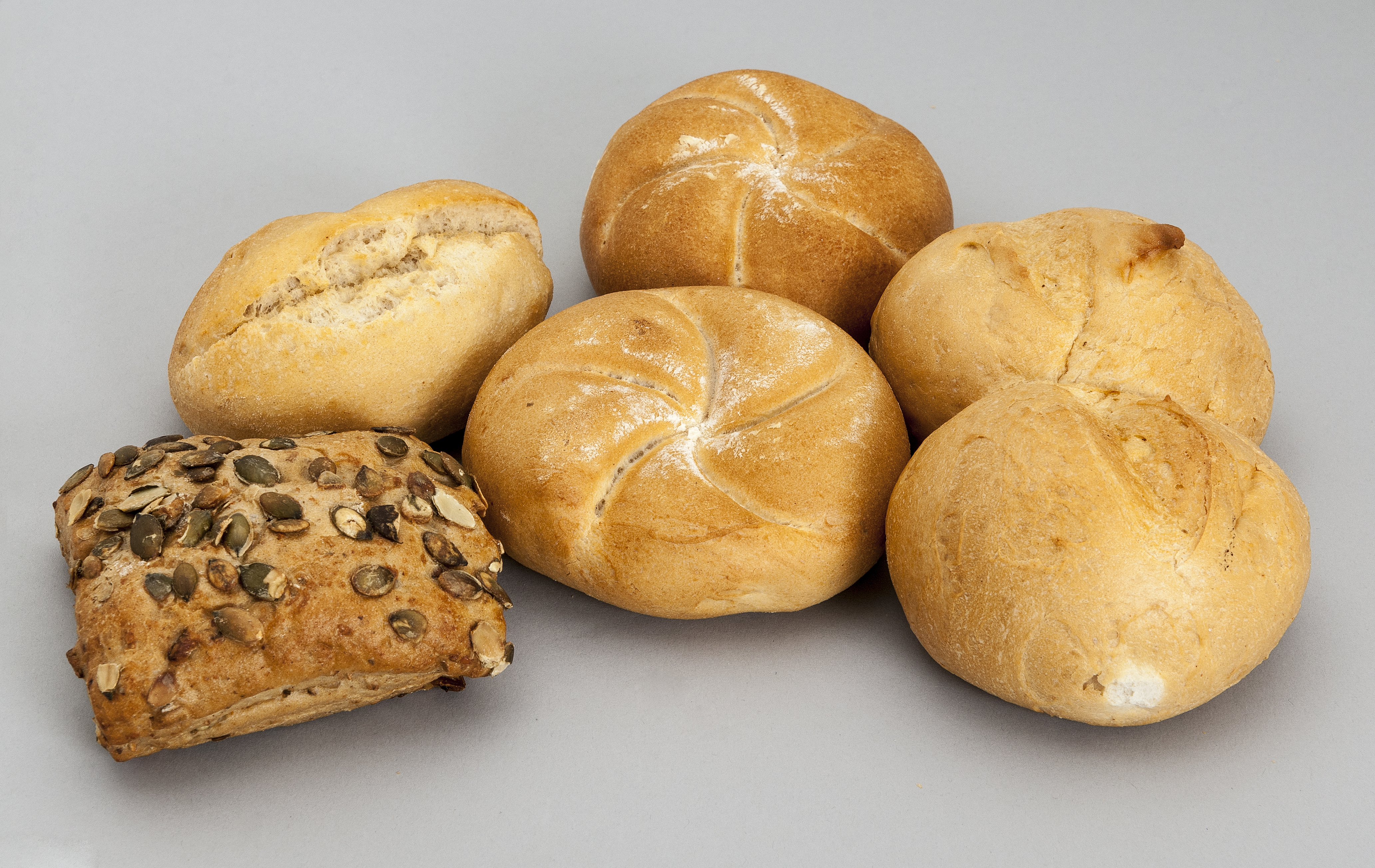
Housky

Pečivo je druh jídla, který se připravuje pečením případně smažením (např. koblihy, lívance, palačinky). Vyrábí se z různých druhů těsta s obsahem obilné mouky v závislosti na druhu, který se připravuje.

## Historie
První doklady o obilí pro účely stravování jsou doloženy od samého počátku zemědělství, ba ještě do dob sběračů. Ovšem co bylo nalezeno jako obilí, by nám dnes připadalo jen jako tráva: a) šlo o širou směs zrn, b) obilí, jak je známe dnes, prošlo značnou šlechtitelskou proměnou.
Podstatným milníkem v historii pečiva byl přechod od pečení na kameni k vynálezu pece: Ta se svou tepelně akumulační schopností přinesla vyšší teploty, rovnoměrnější pečení ze všech stran, trvalejší teplo s možností pečení různých pečiv jak teplota po vyhřátí a ometení uhlíků zvolna klesá, méně proměnlivé prostředí a v neposlední řadě také vyšší účinnost a úspory energie, paliva.
Za hlavní evropské obiloviny pro potraviny lze označit žito a pšenici. S postupem doby je vidět nárůst podílu využívání pšenice na úkor žita: Podíl světlého pšeničného pečiva se dlouhodobě zvyšuje. S módou racionální výživy v západním světě lze pozorovat znovuobjevování tmavého pečiva, tedy žitné mouky a dalších alternativ.

## Ingredience k pečení
Ingrediencí, kterých se k pečení využívá, je obrovské množství – lze použít prakticky všechny.

### Nejčastější ingredience
- mouka (nejčastěji pšeničná nebo žitná, ale využívány jsou v podstatě všechny druhy – roste poptávka i po špaldové, pohankové, rýžové, kukuřičné či dokonce cizrnové mouce)
- voda
- cukr
- vejce (slepičí) – žloutek a bílek se většinou oddělují tak, aby se využily jejich odlišné vlastnosti.
- tuk – máslo, margarín, olej
- mléko
- ořechy, semínka, rozinky, obilná zrna

## Dělení
Existuje několik druhů dělení, jak je možno pečivo členit. Mezi nejčastější patří na:
- sladké
- slané

### Rozdělování podle barvy (druh těsta)
- bílé pečivo – patří sem chléb, rohlík, houska, veka atd.
- tmavé / celozrnné pečivo – celozrnný rohlík, chléb apod. – v podstatě jakékoli bílé pečivo může být připraveno i v celozrnné variantě
- tmavé / obarvené pečivo – jedná se o bílé pečivo, které výrobci obarvují karamelem, čekankou či jinými barvivy, aby vzbudili zdání, že se jedná o zdravý celozrnný výrobek – například dalamánek.[1][2]

Někdy je za tmavé pečivo považován také chléb (zpravidla s vyšším obsahem žitné mouky, která způsobuje tmavší zbarvení těsta). Častěji se však výraz tmavé pečivo používá jako synonymum pro pečivo celozrnné.

## Druhy pečiva

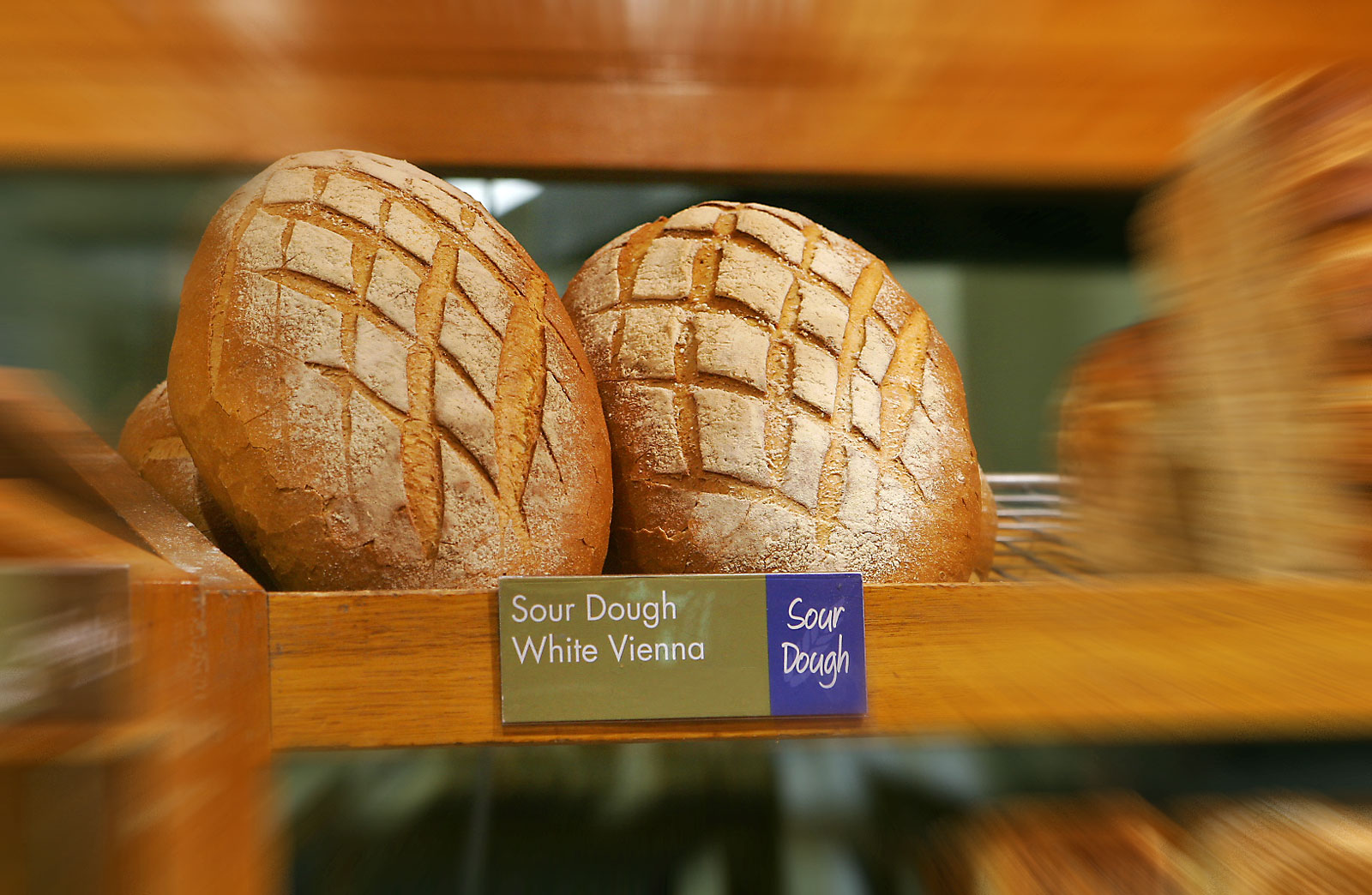
Bochníky chleba

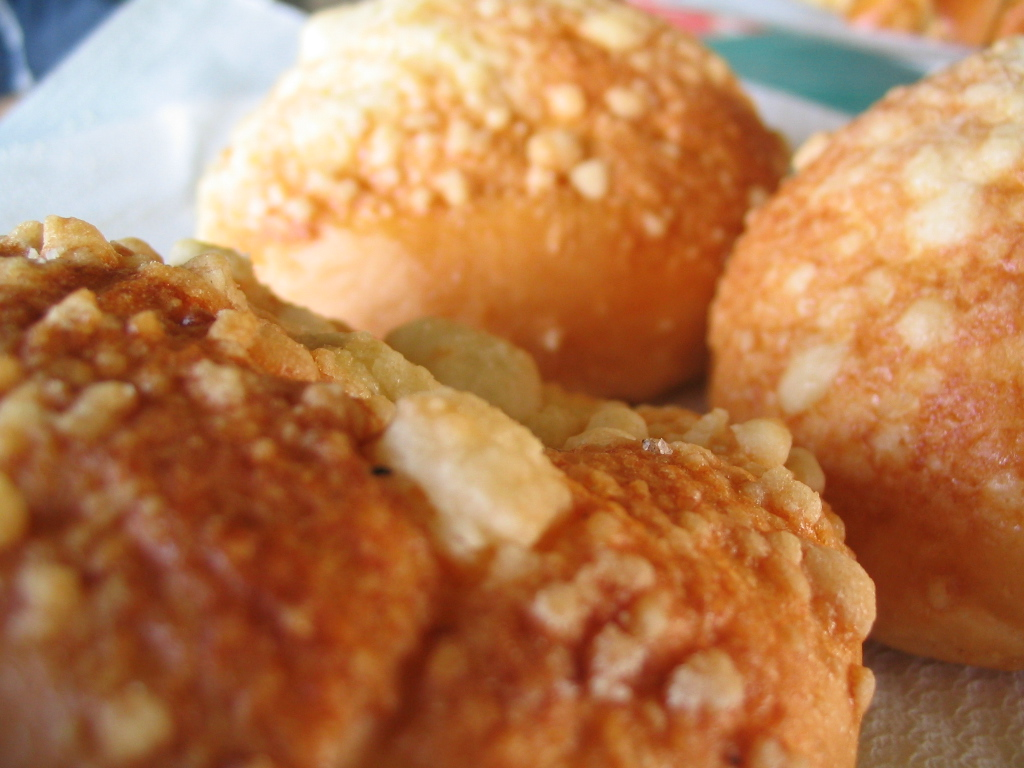
Sladké pečivo

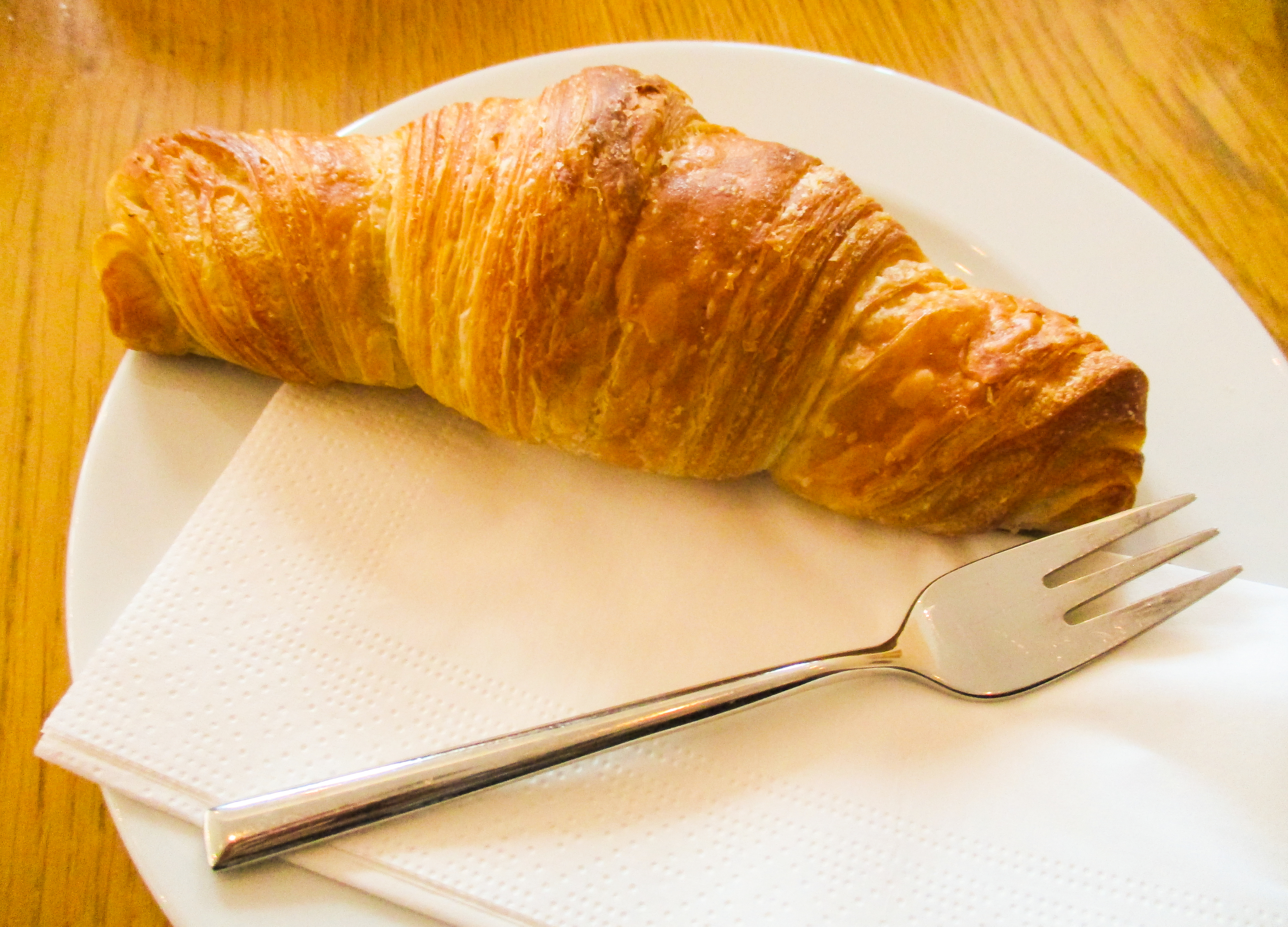
Croissant rohlík

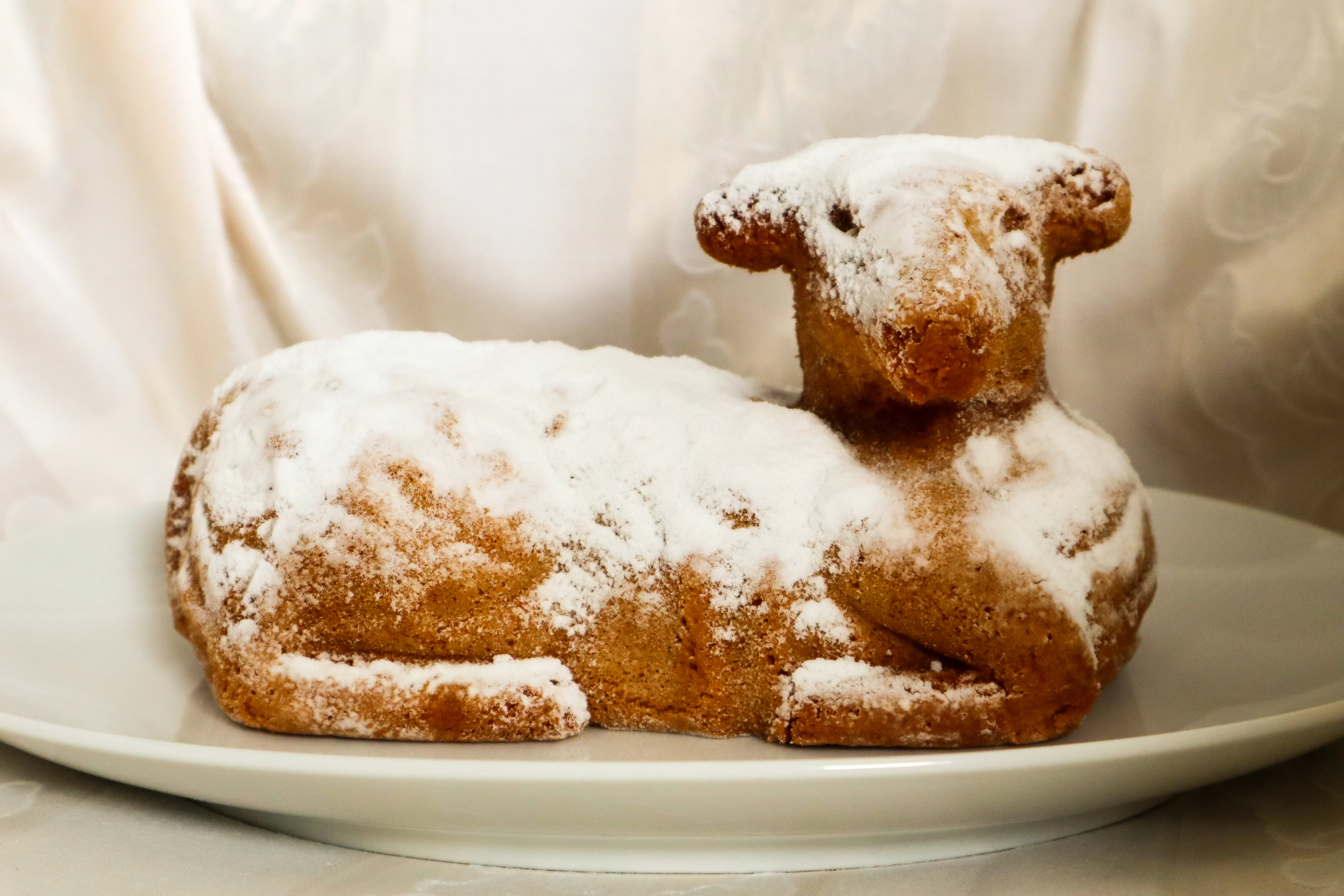
Velikonoční beránek

Pečivo lze kategorizovat podle několika kritérií:
- sladké / neutrální (vánočka / žemle, podle množství přidaného cukru. Měřítkem může být i použitelnost ke slaným pochutinám),
- slané / solené / neutrální (pivní preclíky / houska sypaná / chléb, podle množství přidané soli. Solí se sice každé pečivo, i sladké, ale jde o množství. Měřítkem může být i použitelnost ke sladkým pochutinám),
- bílé / žluté (houska / vánočka, podle použití vajec),
- bílé / šedé (vánočka / chléb, podle použití mléka),
- světlé / kukuřičné / cereální / tmavé (vánočka / kornspitz / slunečnicová bulka / žitný chléb, podle použitého zrna),
- na mastno / na sucho (lívance / chléb, podle množství použitého oleje na plechu),
- na mokro / na páře / na vlhko / na sucho (knedlíky / ovocné knedlíky na páře / chléb / suchary, podle množství vody při tepelném zpracování),
- mastné / suché (lívance / chléb, podle množství oleje přidaného přímo do těsta),
- měkké / křupavé (chléb / suchary, podle množství obsažené vody, přidané přímo do těsta a zbylé po upečení),
- kynuté drožďové / kvasové (kváskové) / nekvašené (buchty / chléb / chlebové placky, podle způsobu kvašení),
- řídké / tuhé (palačinky / linecké pečivo, podle konzistence těsta),
- listové / vysoké (listové / piškot, podle zpracování do plochy či do objemu),
- studené / odpalované (placky / větrníky, podle teploty během přípravy těsta před pečením),
- průmyslově sériové / domácí ruční (rovný rohlík / vázaný koláč, pro některé druhy pečiva se automatizace nevyplatí),
- obyčejné / bezlepkové (podle obsahu lepku z otrub, především v pšenici, pro některé lidi alergen),
- bez úprav / dále upravované (rohlík / biskupský chlebíček, piškot po pečení polévaný čokoládou),
- s příchutí / ovoněné / sypané / plněné / s přísadou / s přídatkem / pocukrované / bez přísad (citrónová bábovka / sýrové aroma / makový posyp / maková nádivka / škvarky zamíchané do těsta / s přidaným podílem dalšího druhu mouky či zrna, podle přísad už do těsta, při tvarování, sypání před pečením nebo až po něm),
- jednoduché / plněné v průběhu pečení / plněné předem (dukátové buchtičky / koblihy / buchty, podle náplně a doby, kdy se k pečivu přidává),
- tvarohové / zelné / povidlové / špenátové / sýrové / uzeninové / s psaníčkem (taštičky / pirožky / buchty / kapsy / čínská zapečená štěstíčka, podle náplně uvnitř),
- samoobslužné / balené / s obsluhou (rohlíky / rumové perníčky / buchty, podle pravidel EU se především "cukrářské" a "plněné" pečivo nemůže prodávat volně z regálu, ale buď balené nebo od obsluhy),
- nekypřené / kypřené (kypřící prášek pomáhá nadýchanosti pečiva, a to bez nutnosti zdlouhavého kynutí),
- neměkčené / měkčené (specialita chlebů: domácí / Šumava, změkčovadla zamezují vzniku příliš tuhé kůrky, ale také její křupavosti),
- suché / tvrdé / trvanlivé (preclíky / staré rohlíky / balené),
- ztvrdlé / rozpékané (i ve starším pečivu je stále trochu vody, což se zahřátím opět projeví a pečivo se znovu rozvoní, ale je třeba ho snít okamžitě, za tepla).

Tyto rozdíly jsou dány surovinami, přísadami jako např. kořením, použitím oleje, kvasnic/kvasu, vody nebo mléka (i kyselého), způsobem tepelné úpravy, tedy délkou pečení a teplotou, dalšími úpravami po dopečení i způsobem konzumace.
Ačkoli se u pečiva už podle názvu předpokládá pečení v uzavřené peci, za pečivo lze považovat lívance (rychle připravené na pánvi a na otevřeném vzduchu) i knedlíky (vařené ve vodě) nebo langoše (smažené pod hladinou oleje).
Společnými body pro definici pečiva jsou a) tepelná úprava a b) těsto s velkým podílem obilné mouky. Například za pečivo ještě lze považovat bramborové placky, tedy obilné těsto s dodatkem brambor, ale už ne bramboráky, brambory zahuštěné moukou.

## Příklady
- chléb
- rohlík
- houska
- vánočka
- buchta
- preclík
- veka
- bageta

## Další gastronomické využití
Vzhledem k všudypřítomnosti pečiva v různých kuchyních vznikla řada receptů, které již hotové pečivo dále používají. Část z nich umožňuje využít i staré, uschlé pečivo. Z toho je především vyráběna strouhanku, mimo jiné jedna ze základních přísad trojobalu, který je využíván v řadě pokrmů. Namočením bílého pečiva do mléka a jeho následným upečením s ovocem vzniká jako samostatné jídlo žemlovka. Dále je staré bílé pečivo základem pro houskový knedlík a mezi jeho nejlevnější využití patří pavézky, kdy je omočeno ve vejcích a mléce a následně osmaženo.